# NGC 6532
NGC 6532 é uma galáxia espiral (Sc) localizada na direcção da constelação de Draco. Possui uma declinação de +56° 13' 55" e uma ascensão recta de 17 horas, 59 minutos e 13,8 segundos.
A galáxia NGC 6532 foi descoberta em 19 de Setembro de 1886 por Edward D. Swift.